# Chomokcha
La Chomokcha (Шо́мокша) est une rivière en Russie qui coule dans le raïon d'Onega et le raïon de Plessetsk de l'oblast d'Arkhangelsk. C'est un affluent gauche de l'Onega.

## Description
Elle prend sa source dans la pente de la ceinture de Vetreny, au nord-est de la montagne Stotchnaïa. Des hauteurs, la rivière coule vers le nord-ouest parallèlement au lac Chardozero, puis elle se dirige vers l'est (au sud de la montagne Siverka). À la limite de la frontière administrative des raïons d'Onega et de Plessetsk, elle se tourne vers le nord. Elle se jette dans l'Onega en face du village de Khayala. Son cours est de 84 km. Le bassin est de plus de 100 km2. Dans son cours inférieur, elle est traversée par le pont de la route Prilouki-Bolchaïa Fiokhtalma-Possad. 
Sur sa rive droite, se trouvent les villages de Chomokcha et Pogostichtche de la municipalité de Tchekouïevo.    

## Affluents
- Ioukova (Ioukovo)
- Bolchoï Karenski
- Pyssoma